# Astragalus halicacabus
Astragalus halicacabus es una especie de planta del género Astragalus, de la familia de las leguminosas, orden Fabales.

## Distribución
Astragalus halicacabus se distribuye por Armenia, Azerbaiyán, Turquía, Irak e Irán.

## Taxonomía
Fue descrita científicamente por Lam. Fue publicada en Encycl. 1: 320 (1783).